# 15363 Ysaye
15363 Ysaye (1996 FT6) là một tiểu hành tinh vành đai chính được phát hiện ngày 18 tháng 3 năm 1996 bởi Spacewatch ở Kitt Peak.